# Copa Suruga Bank 2012
La Copa Suruga Bank de 2012 fue la quinta edición de este torneo. Se disputó en un único partido en Japón entre el campeón de la Copa J. League 2011, el Kashima Antlers, y el campeón de la Copa Sudamericana 2011, el Club Universidad de Chile, de Chile. El encuentro se jugó el 1 de agosto de 2012 en el Estadio de Kashima.

## Clubes clasificados
El primer equipo clasificado fue el Kashima Antlers, tras consagrarse campeón de la Copa J. League 2011,  venciendo en la final a Urawa Red Diamonds. En los 90 minutos el partido culminó sin goles, sin embargo en el tiempo suplementario Antlers se impuso 1 a 0.
Por su parte, Universidad de Chile fue el campeón de la Copa Sudamericana 2011, tras vencer en la final a  Liga de Quito. Los "azules" vencieron 1-0 en la final de ida y 3-0 en la vuelta, logrando el primer título internacional de su historia, además de convertirse en el primer equipo en ganar la Copa Sudamericana de forma invicta.
| País  | Equipo               | Vía de clasificación                 |
| ----- | -------------------- | ------------------------------------ |
| Japón | Kashima Antlers      | Campeón de la Copa J. League 2011    |
| Chile | Universidad de Chile | Campeón de la Copa Sudamericana 2011 |

## Sede
La final fue disputada en el Estadio de Kashima, donde habitualmente actúa de local el Kashima Antlers.
| Japón               |                        |
| Ciudad              | Estadio                |
| Kashima             | Kashima Soccer Stadium |
|                     |                        |
| 37 496 espectadores |                        |

## Partido

### Ficha
| 21         | POR        | Hitoshi Sogahata |     |
| 3          | DEF        | Daiki Iwamasa    |     |
| 7          | DEF        | Toru Araiba      |     |
| 22         | DEF        | Daigo Nishi      |     |
| 6          | DEF        | Koji Nakata      |     |
| 33         | MED        | Renato           | 72' |
| 11         | MED        | Dutra            | 55' |
| 20         | MED        | Gaku Shibasaki   | 61' |
| 40         | MED        | Mitsuo Ogasawara |     |
| 9          | DEL        | Yūya Ōsako       | 68' |
| 13         | DEL        | Shinzo Koroki    |     |
| Entrenador | Entrenador | Jorginho         |     |

| 25         | POR        | Johnny Herrera   |                     |  |
| 14         | DEF        | Paulo Magalhaes  |                     |  |
| 4          | DEF        | Osvaldo González |                     |  |
| 13         | DEF        | José Rojas       |                     |  |
| 6          | MED        | Matías Rodríguez |                     |  |
| 3          | MED        | Eugenio Mena     | Jugador del partido |  |
| 2          | MED        | Ezequiel Videla  | 41'                 |  |
| 20         | MED        | Charles Aránguiz |                     |  |
| 19         | DEL        | Sebastián Ubilla | 62'                 |  |
| 9          | DEL        | Enzo Gutiérrez   | 79'                 |  |
| 11         | DEL        | Luciano Civelli  | 54'                 |  |
| Entrenador | Entrenador | Jorge Sampaoli   |                     |  |

| 25 | MED | Yasushi Endo     | 55' |
| 15 | MED | Takeshi Aoki     | 61' |
| 8  | DEL | Juninho          | 68' |
| 10 | MED | Masashi Motoyama | 72' |

| 8  | MED | Guillermo Marino   | 41' |
| 15 | MED | Roberto Cereceda   | 54' |
| 22 | MED | Gustavo Lorenzetti | 62' |
| 16 | DEL | Francisco Castro   | 79' |

| Anotado | 18' | Daiki Iwamasa | 1-0 |
| Anotado | 27' | Renato        | 2-0 |

| Anotado · Autogol | 39' | Daiki Iwamasa    | 2-1 |
| Anotado · Penal   | 72' | Charles Aranguiz | 2-2 |

|                  |                  | 0:1 | Acierto de penal         | Charles Aránguiz   |
| Juninho          | Acierto de penal | 1:1 |                          |                    |
|                  |                  | 1:2 | Acierto de penal         | Matías Rodríguez   |
| Shinzo Koroki    | Acierto de penal | 2:2 |                          |                    |
|                  |                  | 2:3 | Acierto de penal         | Gustavo Lorenzetti |
| Mitsuo Owasawara | Acierto de penal | 3:3 |                          |                    |
|                  |                  | 3:4 | Acierto de penal         | Roberto Cereceda   |
| Yasushi Endo     | Acierto de penal | 4:4 |                          |                    |
|                  |                  | 4:5 | Acierto de penal         | Guillermo Marino   |
| Masashi Motoyama | Acierto de penal | 5:5 |                          |                    |
|                  |                  | 5:6 | Acierto de penal         | Johnny Herrera     |
| Toru Araiba      | Acierto de penal | 6:6 |                          |                    |
|                  |                  | 6:6 | Fallo de penal (Atajado) | Francisco Castro   |
| Daigo Nishi      | Acierto de penal | 7:6 |                          |                    |

| Amonestado | 29' | Juninho |

| Árbitro             | Christopher Beath |
| Árbitros asistentes | Paul Cetrangalo   |
| Árbitros asistentes | Nathan Macdonald  |
| Cuarto árbitro      | Toma Masaaki      |

| 21         | POR        | Hitoshi Sogahata |     |
| 3          | DEF        | Daiki Iwamasa    |     |
| 7          | DEF        | Toru Araiba      |     |
| 22         | DEF        | Daigo Nishi      |     |
| 6          | DEF        | Koji Nakata      |     |
| 33         | MED        | Renato           | 72' |
| 11         | MED        | Dutra            | 55' |
| 20         | MED        | Gaku Shibasaki   | 61' |
| 40         | MED        | Mitsuo Ogasawara |     |
| 9          | DEL        | Yūya Ōsako       | 68' |
| 13         | DEL        | Shinzo Koroki    |     |
| Entrenador | Entrenador | Jorginho         |     |

| 25         | POR        | Johnny Herrera   |                     |  |
| 14         | DEF        | Paulo Magalhaes  |                     |  |
| 4          | DEF        | Osvaldo González |                     |  |
| 13         | DEF        | José Rojas       |                     |  |
| 6          | MED        | Matías Rodríguez |                     |  |
| 3          | MED        | Eugenio Mena     | Jugador del partido |  |
| 2          | MED        | Ezequiel Videla  | 41'                 |  |
| 20         | MED        | Charles Aránguiz |                     |  |
| 19         | DEL        | Sebastián Ubilla | 62'                 |  |
| 9          | DEL        | Enzo Gutiérrez   | 79'                 |  |
| 11         | DEL        | Luciano Civelli  | 54'                 |  |
| Entrenador | Entrenador | Jorge Sampaoli   |                     |  |

| 25 | MED | Yasushi Endo     | 55' |
| 15 | MED | Takeshi Aoki     | 61' |
| 8  | DEL | Juninho          | 68' |
| 10 | MED | Masashi Motoyama | 72' |

| 8  | MED | Guillermo Marino   | 41' |
| 15 | MED | Roberto Cereceda   | 54' |
| 22 | MED | Gustavo Lorenzetti | 62' |
| 16 | DEL | Francisco Castro   | 79' |

| Anotado | 18' | Daiki Iwamasa | 1-0 |
| Anotado | 27' | Renato        | 2-0 |

| Anotado · Autogol | 39' | Daiki Iwamasa    | 2-1 |
| Anotado · Penal   | 72' | Charles Aranguiz | 2-2 |

|                  |                  | 0:1 | Acierto de penal         | Charles Aránguiz   |
| Juninho          | Acierto de penal | 1:1 |                          |                    |
|                  |                  | 1:2 | Acierto de penal         | Matías Rodríguez   |
| Shinzo Koroki    | Acierto de penal | 2:2 |                          |                    |
|                  |                  | 2:3 | Acierto de penal         | Gustavo Lorenzetti |
| Mitsuo Owasawara | Acierto de penal | 3:3 |                          |                    |
|                  |                  | 3:4 | Acierto de penal         | Roberto Cereceda   |
| Yasushi Endo     | Acierto de penal | 4:4 |                          |                    |
|                  |                  | 4:5 | Acierto de penal         | Guillermo Marino   |
| Masashi Motoyama | Acierto de penal | 5:5 |                          |                    |
|                  |                  | 5:6 | Acierto de penal         | Johnny Herrera     |
| Toru Araiba      | Acierto de penal | 6:6 |                          |                    |
|                  |                  | 6:6 | Fallo de penal (Atajado) | Francisco Castro   |
| Daigo Nishi      | Acierto de penal | 7:6 |                          |                    |

| Amonestado | 29' | Juninho |

| Árbitro             | Christopher Beath |
| Árbitros asistentes | Paul Cetrangalo   |
| Árbitros asistentes | Nathan Macdonald  |
| Cuarto árbitro      | Toma Masaaki      |

| Estadísticas         | Bandera de Japón | Bandera de Chile |
| -------------------- | ---------------- | ---------------- |
| Tiros                | 8                | 20               |
| Tiros al arco        | 3                | 7                |
| Faltas               | 7                | 10               |
| Tiros de esquina     | 6                | 7                |
| Tiros libres al arco | 0                | 0                |
| Penales              | 0                | 1                |
| Fueras de juego      | 8                | 0                |

|                                     |
| Bandera de Japón                    |
| Campeón Kashima Antlers 1.er título |